# Cnephasitis apodicta
Cnephasitis apodicta är en fjärilsart som beskrevs av Diakonoff 1974. Cnephasitis apodicta ingår i släktet Cnephasitis och familjen vecklare. Inga underarter finns listade i Catalogue of Life.